# 池田佳隆
池田 佳隆（いけだ よしたか、1966年（昭和41年）6月20日 - ）は、日本の政治家。元衆議院議員（4期）。
文部科学副大臣兼内閣府副大臣（第1次岸田内閣・第2次岸田内閣）。

## 経歴

### 生い立ち
愛知県で生まれ、現住所は名古屋市緑区鳴子町2丁目に置く。東海中学校・高等学校、成城大学法学部法律学科を経て、慶應義塾大学大学院経営管理研究科修士課程を修了し、家業の化学薬品メーカー三興コロイド化学を継ぐ。
1993年名古屋青年会議所入会、2000年理事、2003年日本青年会議所東海地区協議会理事、2004年名古屋青年会議所理事長、2005年日本青年会議所副会頭。

### 日本青年会議所会頭、日本教育再生機構理事
2006年日本青年会議所会頭、在任時に会議所が「誇り ―伝えようこの日本（くに）のあゆみ―」を制作する。
2006年に文部科学省新教育システム開発プログラムステアリング・コミッティー委員となり、6月に衆議院教育基本法特別委員会の参考人で自虐史観批判の立場から「純真無垢な愛国心の醸成を図る」と述べ、7月に内閣官房長官の安倍晋三と面会して政治家を志す。安倍は9月20日の自民党総裁選で初当選して9月26日に首相に就任した。10月に「五人組」と称される安倍ブレーンの一人であった法学者の八木秀次を理事長とする一般財団法人日本教育再生機構が発足すると、池田は理事となる。日本青年会議所広報誌『We Believe』2006年12月号に、安倍との対談が掲載された。池田はのちの取材で「安倍先生の政治信条、政治姿勢が大好き。常に感銘を受け、その背中を見ながら今も生きている」と述べている。
2007年1月に『誇り高き国 日本―この国に生まれて本当に良かった』（ダイヤモンド社）を上梓した。

### 衆議院議員へ
2012年の第46回衆議院議員総選挙で愛知3区に自由民主党から立候補し、元環境副大臣で民主党の近藤昭一を破り、初当選する。愛知3区で自民党議員の勝利は初である。
2014年の第47回衆議院議員総選挙で、前回下した近藤に愛知3区で敗れて重複立候補した比例東海ブロックで復活して再選される。
2017年の第48回衆議院議員総選挙で、立憲民主党公認の近藤に愛知3区で再び敗れて比例復活で3選となる。
2021年の第49回衆議院議員総選挙で、立憲民主党公認の近藤に愛知3区で敗れて比例復活で4選となる。
2021年10月6日、第一次岸田内閣で文部科学副大臣に就任、第二次岸田内閣の2022年8月12日まで務める。

### 政治資金規正法違反の疑いで逮捕
2023年12月10日に、自民党5派閥の政治資金パーティーの裏金問題で池田が直近5年間で4000万円超の裏金のキックバックを受けた疑いが報じられ、12月27日に東京地検特捜部は、政治資金規正法違反の疑いで池田の衆議院議員会館事務所、東京都港区の議員宿舎、名古屋市天白区にある地元事務所を捜索したが、コンピューターなどの記録媒体は証拠隠滅を企図して破壊されていた。池田は体調不良を理由に2023年12月5日頃から国会を欠席して疑惑について説明していない。
2024年1月7日に東京地検特捜部は、政策秘書と共謀して政治資金収支報告書にうその記載をしていたとして、政治資金規正法違反の疑いで、池田と政策秘書の2人を逮捕した。自民党は1月7日に池田の除名処分を決定し、衆議院は1月9日に、池田が7日付で会派「自民党・無所属の会」を離脱したと発表した。
1月26日、東京地検特捜部は池田を政治資金規正法違反で東京地裁に起訴した。

## 政策・主張

### 憲法
- 憲法改正について、2017年のアンケートで「賛成」と回答[36]。2021年のアンケートで「どちらと言えば賛成」と回答[37]。
- 9条改憲について、2021年の毎日新聞社のアンケートで「改正して自衛隊の存在を明記すべきだ」と回答[38]。
- 改正すべき項目として「自衛隊の保持を明記する」「教育の充実に向けた環境整備を行う旨を明記する」「緊急事態に関する条項を新設する」と主張[37]。
- 憲法を改正し緊急事態条項を設けることについて、2021年の毎日新聞社のアンケートで回答しなかった[38]。

### 外交・安全保障
- 安全保障関連法の成立について、2017年のアンケートで「評価する」と回答[36]。
- 「他国からの攻撃が予想される場合には敵基地攻撃もためらうべきではない」との問題提起に対し、2017年、2021年のアンケートで「どちらとも言えない」と回答[36][37]。
- 「北朝鮮に対しては対話よりも圧力を優先すべきだ」との問題提起に対し、2017年、2021年のアンケートで「どちらかと言えば賛成」と回答[36][37]。
- 普天間基地の辺野古移設について、2021年のアンケートで「どちらかと言えば賛成」と回答[37]。
- 日本による過去の植民地支配と侵略を認めて謝罪した「村山談話」の見直し論議について、2014年の毎日新聞社のアンケートで「見直すべき」と回答[39]。
- 従軍慰安婦に対する旧日本軍の関与を認めた「河野談話」の見直し論議について、2014年の毎日新聞社のアンケートで「見直すべき」と回答[39]。

### ジェンダー
- 選択的夫婦別姓制度の導入について、2017年のアンケートで回答しなかった[36]。2021年のアンケートで「どちらとも言えない」と回答[37]。
- 同性婚を可能とする法改正について、2017年のアンケートで「どちらかと言えば反対」と回答[36]。2021年のアンケートで「どちらとも言えない」と回答[37]。
- 「LGBTなど性的少数者をめぐる理解増進法案を早期に成立させるべきか」との問題提起に対し、2021年のアンケートで「どちらとも言えない」と回答[37]。
- クオータ制の導入について、2021年の毎日新聞社のアンケートで回答しなかった[38]。

### 部落問題
- 2013年5月23日に開催された「自由同和会 第28回全国大会」に来賓として出席した[40]。

### 経済
- 2006年6月7日「第164回国会 衆議院 教育基本法に関する特別委員会 第11号」、拝金主義について池田は「自分さえよければそれでいいとするせつな主義が横行し、どんな手段であろうと金を稼いだ者が賞賛される、勝ち組と称される、そんな拝金主義の価値観が、市場原理主義、経済至上主義を推し進めるもとで肯定されてきているように思われてならない。」と非難している[41]。
- アベノミクスについて2017年のアンケートで「評価する」と回答[36]する。

### 道徳教育
- 「『道徳』を小中学校の授業で教え、子供を評価することに賛成か、反対か」の問いに、2014年の毎日新聞社のアンケートで「賛成」と回答[39]する。
- 「道徳教育をすすめる有識者の会」に賛同[42]する。
- 2006年6月7日、「第164回国会 衆議院 教育基本法に関する特別委員会 第11号」によると池田は「何とかして子供たちに、ふるさとを大切にしていこう、愛していこう、生まれた国日本を大切にしよう、愛そう、日本という国に貢献できるようなそんなすばらしい人になっていこう、愛する祖国日本を世界平和に貢献できるそんなすばらしい国にしていこう、そういった純粋な、また純真無垢な愛国心の醸成を図り、この国に生まれて本当によかった、そう言える子供たちがどんどんふえるような、道徳心あふれた市民あふれるそんな日本国を一日も早くつくらねばならない。」と述べる[41]。
- 2016年11月16日、「第192回国会 文部科学委員会 第6号」によると池田は「教育で大切なことは、日本人が長年培ってきた道徳的価値観を教えること、自立した個人として健全な自主性を育むことである。小学校低学年から、うそをついてはいけません、人の物を盗んではいけません、他人の悪口を言ってはいけませんなどと、ならぬことはならぬとしっかり教えながら、発達の段階に応じて、道徳的価値を多面的に捉えたり、他人事ではなく自分事として道徳的な葛藤を考えたりするといった道徳教育の充実が今こそ求められていると思う。」と述べる[43]。

### その他
- 安倍内閣による森友学園問題・加計学園問題への対応について、2017年のアンケートで「どちらとも言えない」と回答[36]する。
- 森友学園への国有地売却をめぐる公文書改竄問題で、2021年5月6日、国は「赤木ファイル」の存在を初めて認めた[44]。しかし5月13日、菅義偉首相はファイルの存在を踏まえた再調査を行わない考えを報道各社に書面で示した[45]。9月の自民党総裁選挙で総裁に選出された岸田文雄も10月11日、衆議院本会議の代表質問で再調査の実施を否定した[46]。2021年の毎日新聞社のアンケートで国の対応をどう考えるかの問いに回答しない[38]。
- 「治安を守るためにプライバシーや個人の権利が制約されるのは当然だ」との問題提起に対し、2017年のアンケートで「どちらとも言えない」と回答[36]する。
- 首相の靖国神社参拝について、2017年のアンケートで「どちらかと言えば賛成」と回答[36]する。

## 不祥事

### 統一教会との関係
- 2017年11月16日、世界平和統一家庭連合（旧統一教会）は、名古屋市の愛知県体育館で大規模集会「2017孝情文化フェスティバルin NAGOYA」を開催。教団の韓鶴子総裁を迎えた同集会に、池田は工藤彰三、根本幸典、鈴木克昌とともに来賓として出席した。また、池田と工藤は壇上で祝辞を述べた[47]。

- 2019年10月6日、常滑市の愛知県国際展示場で「孝情文化祝福フェスティバル 名古屋4万名大会」が開催された[48]。4000組8000名が「既成祝福」を受け、県議会議員と市議会議員合わせて70組の中から36組72名の夫婦が代表家庭として登壇し、成婚の儀式を行った。また、70人の地方議員が教団信者となった[49]。池田はこの集会に、工藤彰三、鈴木克昌、東郷哲也とともに来賓出席した[49][50]。

- 2021年11月5日、世界平和連合の中部地区常任講師や国際勝共連合愛知県本部の代表を務めるS[51]は、5日前に実施された衆院選「第3地区」を総括する33ページにわたる内部資料を作成した。教団は日本を5地区に分けており、第3地区は東海北陸信越近県に及ぶ中部地区一帯を指す。同資料には、本部から「勝共推進国会議員の全員当選」の要請があったこと、電話作戦は昼間は教団婦人部が行い夜間は青年学生が行うこと、党の機関紙『自由民主』を壮年が朝晩に配布すること、小選挙区の当落予想などが明記された[52]。

### 運動員公職選挙違反
2012年の衆院選で限度額を超える報酬を約束したとして、公職選挙法違反（買収約束、事前運動）容疑で、池田の運動員が逮捕された。

### 前川講演添削問題
文部科学省が前川喜平の授業内容を報告するよう名古屋市教育委員会に求める前に、文科省に照会したのは自民党文部科学部会長代理の池田で、市教委への質問項目の添削もしていたことが取材で明らかになった。部会長を務める赤池誠章参院議員が文科省に照会していたことも判明した。

### 政治資金パーティー収入の裏金問題
2023年10月、神戸学院大学教授の上脇博之は、自民党5派閥が政治資金パーティーの収入を2018～2021年分の政治資金収支報告書に計4168万円分を過少記載したとて、各派閥の当時の会計責任者らを政治資金規正法違反（不記載・虚偽記入）容疑で告発した。告発された記載漏れの清和政策研究会（安倍派）の金額は1952万円と、各派閥の200万～900万円台と比べて突出していることが明らかとされた。11月24日の時点で、安倍派は54か所の収支報告書の訂正に追い込まれた。
同年11月29日、文春オンラインは、安倍派の2021年の政治資金パーティーの大口購入者35社のうち3割以上の13社が、池田の政治団体に献金またはパーティー券を購入したことのある支援企業であること、また2022年の大口購入者17社のうち3割以上の6社が池田の支援企業であると報じた 。自民党関係者は取材に対し「池田氏は萩生田光一政調会長の舎弟のような存在」と答え、安倍派関係者は「池田氏は異常なほどパーティー券をさばいていると言っていい」と答えた。
2023年12月1日、朝日新聞が、自民党の派閥が開いた政治資金パーティーをめぐる問題で、安倍派が、所属議員が販売ノルマを超えて集めた分の収入を裏金として議員側にキックバックする運用を組織的に続けてきた疑いがあるとスクープした。安倍派は2018～2022年に毎年1回パーティーを開き、計6億5884万円の収入を政治資金収支報告書に記載している。一方、収入・支出のいずれにも記載していない裏金の総額は直近5年間で1億円を超えるとされ（のちに5億円に修正）、共同通信は「実際のパーティー収入は少なくとも8億円前後に膨らむ可能性がある」と報じた。清和政策研究会の政治資金収支報告書の記載内容は下記のとおり。
| 年月日        | パーティー名                 | 会場               | 収入        | 購入者数 | 出典 |
| ------------- | ---------------------------- | ------------------ | ----------- | -------- | ---- |
| 2018年5月22日 | 清和政策研究会との懇親の集い | 東京プリンスホテル | 2億802万円  | 7,021人  | [73] |
| 2019年5月21日 | 清和政策研究会との懇親の集い | 東京プリンスホテル | 1億5338万円 | 5,177人  | [74] |
| 2020年9月28日 | 清和政策研究会との懇親の集い | 東京プリンスホテル | 1億262万円  | 3,464人  | [75] |
| 2021年12月6日 | 清和政策研究会との懇親の集い | 東京プリンスホテル | 1億2万円    | 3,376人  | [61] |
| 2022年5月17日 | 清和政策研究会との懇親の集い | 東京プリンスホテル | 9480万円    | 3,200人  | [62] |
| （合計）      |                              |                    | 6億5884万円 |          |      |
パーティー券は通常1枚2万円であるため、販売枚数が推計できるが、枚数に対する購入者の比率は2018年から2022年にかけてすべて「0.675」で統一されている。日本大学名誉教授の岩井奉信は「絶対にあり得ない」とし、安倍派は政治資金収支報告書に架空の購入者数を記入したとみられる。
同年12月10日、朝日新聞は、大野泰正が直近5年間で5,000万円超、池田と谷川弥一がそれぞれ4,000万円超の裏金のキックバックを受けた疑いがあると報じた。12月22日、安倍派においては、議員側の「中抜き」を含む3つのパターンで裏金づくりを行っていたことが関係者の証言により明らかとなった。
同年12月27日、東京地検特捜部は政治資金規正法違反の疑いで池田の衆議院議員会館事務所、東京都港区の議員宿舎、名古屋市天白区にある地元事務所に捜索に入ったが、データを保存するコンピューターなどの記録媒体は破壊されたあとだった。事務所関係者同士のLINEのやりとりも削除されていた。記録媒体の破壊が報じられると「ドリル優子よりも悪質」などの非難がネット上であがり、その余波で小渕優子への中傷も行われた。池田は12月に4回あった衆議院の本会議を全て欠席し、公の場での説明を避けた。
明けて2024年1月7日、東京地検特捜部は池田と政策秘書を政治資金規正法違反（不記載、虚偽記載）容疑で逮捕した。逮捕容疑では、2人は共謀し、2018から2022年の5年間、派閥からパーティー券販売ノルマ超過分として計約4800万円を受け取りながら、自らの政治団体の政治資金収支報告書に記載せず、収入を少なく記入したとされる。政策秘書はこの政治団体の会計責任者。特捜部は、池田が虚偽記入を具体的に把握しており、罪証隠滅の恐れがあるとみて、逮捕に踏み切った。毎年5～10枚を購入してきた東海地方の企業の役員は取材に応じ、「パーティー券は派閥のために使われると思っていた。池田さんにキックバックされると知っていたら買う意味はなかった。話が違う」と話した。自民党は同日、池田の逮捕を受けて党紀委員会に処分を諮り、池田の除名処分を決定した。茂木敏充幹事長は「大変遺憾に思っている。重く受け止め、今後の捜査の推移を見守りたい」とコメントした。
同年1月26日、東京地検特捜部は池田と政策秘書を政治資金規正法違反の罪で起訴した。2月5日、東京地裁は池田の保釈を認める決定をした。池田は保釈保証金1500万円を即日納付。検察側は保釈決定を不服として準抗告したが、東京地裁は検察側の準抗告を退ける決定をし、同日夜、池田は東京拘置所から保釈された。

## 人物
- 早逝した父は化学薬品メーカーを起業した[1]。10年に及ぶ母の介護を体験し、母も2007年に他界した[1]。妻と一男二女の5人家族である[1]。長女は2020年度ミス青山学院大でインフルエンサーの池田有里紗[3][4]。
- 自宅は愛知県名古屋市緑区鳴子町2丁目[6]、別宅は愛知県名古屋市北区、公表している自宅は賃貸マンションの一室である[93]。
- 喫煙者であり、超党派の愛煙家国会議員からなる議員連盟「もくもく会」に所属している[94]。

## 所属団体・議員連盟
- ボーイスカウト振興国会議員連盟
- 日本会議国会議員懇談会[95]
- 神道政治連盟国会議員懇談会[95]
- みんなで靖国神社に参拝する国会議員の会[95]
- 国際観光産業振興議員連盟
- TPP交渉における国益を守り抜く会
- 文化芸術懇話会[96]
- もくもく会[94]

## 著書
- 『誇り高き国 日本　―この国に生まれて本当に良かった―』ダイヤモンド社、2007年1月13日。ISBN 978-4478733448。

## 選挙歴
| 当落 | 選挙                   | 執行日         | 年齢 | 選挙区      | 政党       | 得票数    | 得票率 | 定数 | 得票順位 /候補者数 | 政党内比例順位 /政党当選者数 |
| ---- | ---------------------- | -------------- | ---- | ----------- | ---------- | --------- | ------ | ---- | ------------------ | ---------------------------- |
| 当   | 第46回衆議院議員総選挙 | 2012年12月16日 | 46   | 愛知県第3区 | 自由民主党 | 7万7700票 | 36.67% | 1    | 1/4                | /                            |
| 比当 | 第47回衆議院議員総選挙 | 2014年12月14日 | 48   | 愛知県第3区 | 自由民主党 | 7万2353票 | 36.39% | 1    | 2/5                | 4/8                          |
| 比当 | 第48回衆議院議員総選挙 | 2017年10月22日 | 51   | 愛知県第3区 | 自由民主党 | 7万6220票 | 36.22% | 1    | 2/3                | 6/8                          |
| 比当 | 第49回衆議院議員総選挙 | 2021年10月31日 | 55   | 愛知県第3区 | 自由民主党 | 9万9489票 | 45.04% | 1    | 2/2                | 4/9                          |